# Dom Carlos I
Le Dom Carlos I fut un croiseur protégé unique construit aux chantiers navals Armstrong Whitworth à Newcastle upon Tyne (Angleterre) pour la Marine portugaise.
À son lancement il prit le nom du jeune roi Charles Ier de Portugal (1863-1908) (Dom Carlos I). Après  la proclamation de la République portugaise du 5 octobre 1910, il prit le nom de NRP Almirante Reis en mémoire de l'amiral Carlos Cândido dos Reis (pt) (1852-1910).

## Conception
Le Dom Carlos I, croiseur de 2e classe construit en Angleterre, fut à son entrée en service le plus puissant des croiseurs protégés de son époque. Il avait aussi un système de communication sans fil.

## Histoire
En 1906, un soulèvement des marins eut lieu sur le Dom Carlos I, prémisse du coup d'État qui allait mettre fin à la Monarchie constitutionnelle portugaise en 1910.
Le 8 juillet 1912, juste avant la marée basse, l’Almirante Reis s'est échoué en face d'Esposende. Il dut être remorqué en haute mer par la canonnière Limpopo.
En septembre 1914, il servit d'escorteur aux navires transporteurs  de troupes en Afrique lors de la 1re expédition portugaise en outre-mer.
En 1915, il commença à connaître des problèmes de pression dans les chaudières. Il dut faire demi-tour lors d'un long périple avec le croiseur cuirassé Vasco de Gama en 1916. L'instabilité politique et financière du Portugal ne permirent pas les investissements nécessaires pour le maintenir en meilleur état.
En 1923, il fut remorqué aux Pays-Bas pour y être démantelé.